# 索姆比奥讷
索姆比奥讷（法語：Somme-Bionne，法語發音：[sɔm bjɔn]）是法国马恩省的一个市镇，属于香槟沙隆区。

## 地理
索姆比奥讷（49°5'40"N, 4°43'29"E）面积9.21 平方千米，位于法国大東部大區马恩省，该省份为法国东北部内陆省份，北起阿登省，西北接埃纳省，西南接塞纳-马恩省，南至奥布省，东南接上马恩省，东临默兹省。
与索姆比奥讷接壤的市镇（或旧市镇、城区）包括：香槟地区拉克鲁瓦、昂镇、索姆图尔布、瓦尔米。

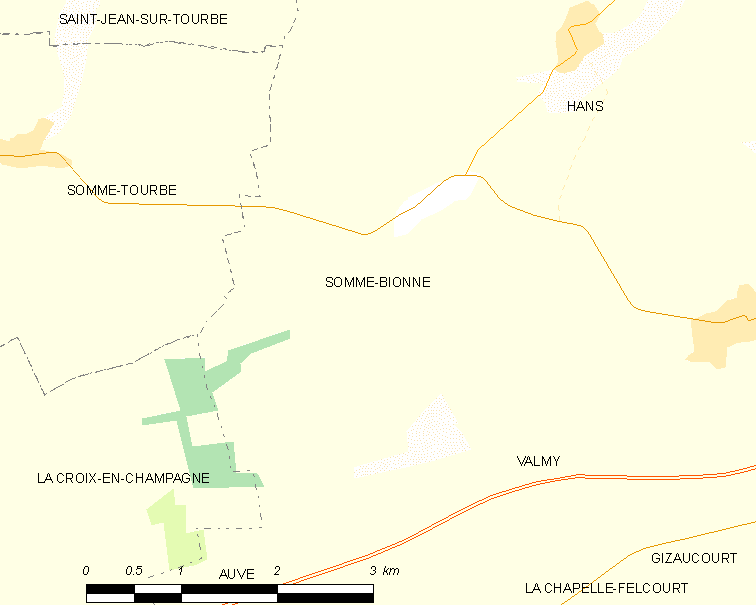
索姆比奥讷的OSM定位图

索姆比奥讷的时区为UTC+01:00、UTC+02:00（夏令时）。

## 行政
索姆比奥讷的邮政编码为51800，INSEE市镇编码为51543。

## 政治
索姆比奥讷所属的省级选区为阿戈讷-叙普-韦勒县。

## 人口

1962-2008年间索姆比奥讷人口变化图示

索姆比奥讷于2022年1月1日时的人口数量为68人。